# Paul Rudolf
Paul E. Rudolf (ur. 6 grudnia 1892, zm. 5 kwietnia 1956 w Zurychu) – szwajcarski wioślarz, złoty medalista olimpijski. 
Wystąpił na igrzyskach olimpijskich w Antwerpii w 1920, gdzie Szwajcarzy w składzie: Willy Brüderlin, Max Rudolf, Paul Rudolf, Hans Walter i Paul Staub (sternik) zdobyli złoty medal w czwórkach ze sternikiem. W finale Szwajcarzy o 4 sekundy wyprzedzili osady Stanów Zjednoczonych i Norwegii. Wystartował tam również w ósemkach, jednak odpadł w pierwszej rundzie. Były to jego jedyne starty olimpijskie.
W czwórkach ze sternikiem zdobywał także złote medale na mistrzostwach Europy w Mâcon (1920) i mistrzostwach Europy w Amsterdamie (1921). Ponadto zwyciężał w ósemkach na mistrzostwach Europy w Genewie (1912), mistrzostwach Europy w Mâcon (1920) i mistrzostwach Europy w Amsterdamie (1921). 
W trakcie kariery reprezentował barwy klubu Grasshopper Club.